# Dunsnavelfitis
De dunsnavelfitis (Phylloscopus tytleri) is een zangvogel uit de familie Phylloscopidae. Het is een voor uitsterven gevoelige vogelsoort in Afghanistan, India, Nepal en Pakistan. De vogel werd in 1872 door  William Edwin Brooks beschreven en vernoemd naar de Britse militair kolonel Tytler die de vogel eerder ontdekte en voor hem schoot (verzamelde).

## Kenmerken
De vogel is 10 tot 12 cm lang, zo groot als een gewone fitis. De vogel verschilt van de gewone fitis door een kortere staart en een dunne, relatief lange snavel. Verder is de vogel minder gelig van onder, meer bruingrijs. Verder is de wenkbrauwstreep breder en het contrast met de oogstreep meer opvallend dan bij de fitis.

## Verspreiding en leefgebied
Deze soort komt voor in het westelijk deel van de Himalaja (Afghanistan, India, Nepal en Pakistan). De broedgebieden liggen in naaldbossen en hooggelegen wilgen- en berkenbossen tussen de 2000 en 3600 m boven zeeniveau. De vogel overwintert in India in de West-Ghats en het Hoogland van Dekan.

## Status
De dunsnavelfitis heeft een versnipperd verspreidingsgebied en daardoor is de kans op uitsterven aanwezig. De grootte van de populatie is niet gekwantificeerd, maar de populatie-aantallen nemen af door habitatverlies. Zowel in het broedgebied als in de overwinteringsgebieden wordt het leefgebied aangetast door ontbossing waarbij natuurlijk bos wordt gekapt of in brand gestoken en omgezet in gebied voor agrarisch gebruik zoals beweiding of houtteelt. Om deze redenen staat deze soort als gevoelig op de Rode Lijst van de IUCN.